# Murus Gallicus

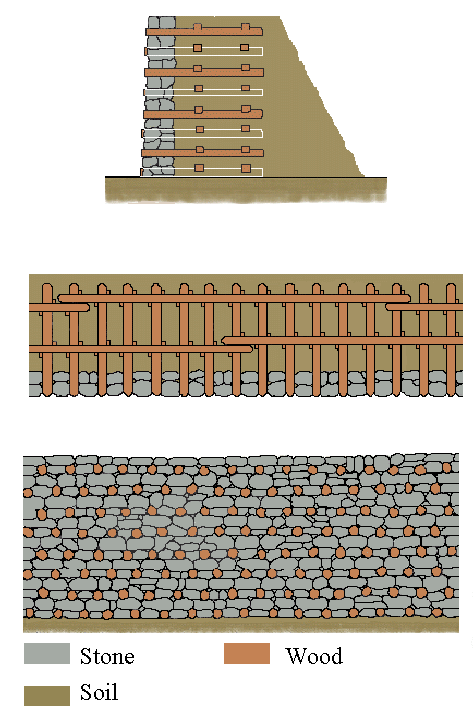
Aufbau eines Murus Gallicus aus Steinen (grau), Holz (braun) und Erde (oliv)

Murus Gallicus (lat. „gallische Mauer“) ist die Fachbezeichnung der Archäologie für eine bestimmte Konstruktionsweise von gallischen (keltischen) Befestigungsmauern. Der Begriff geht auf eine zeitgenössische Beschreibung entsprechender Anlagen in „De Bello Gallico“ von Gaius Iulius Caesar zurück (Caes. Gall. VII, 23).

## Konstruktion

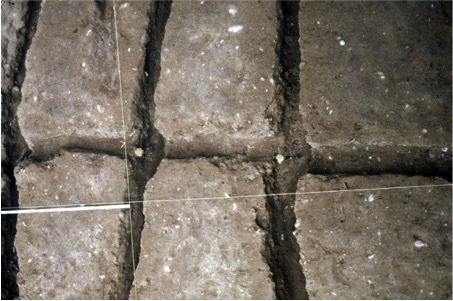
Ausgrabungen 1971 am Baseler Murus Gallicus: Die verrotteten Holzbalken haben ein Gitter aus Hohlräumen im Boden hinterlassen; an ihren Kreuzungspunkten sind noch die Eisennägel (helle Punkte) erkennbar

Beim Murus Gallicus handelt es sich um eine architektonische Technik des Mauerbaus, die vorwiegend die Kelten in der Antike zum Aufbau von Verteidigungs-Anlagen verwendeten. Dabei wurde ein Fachwerk aus Holzstämmen und -balken aufgebaut und dessen Zwischenräume mit Steinen und Schutt verfüllt.
Diese Bauweise verlieh der Wehranlage Stabilität gegenüber Angreifern, die mit Rammen die Anlagen aufbrechen wollten. Ein solches Fachwerk war zäher und stabiler als reine Steinanlagen. Bei Massiv-Steinmauern, die ohne Mörtel miteinander verbunden sind, werden die Steine wechselseitig auf kurze Reichweite stabilisiert, hingegen leiten die Balken innerhalb des Fachwerks des Murus Gallicus die Last auf längere Reichweite weiter, so dass auch bei größeren lokalen Schäden die Mauer nicht zusammenbrach. So wurden Breschen vermieden, durch die Angreifer in die Anlage eindringen konnten.
Was auf der einen Seite die Stabilität der Festung ausmachte, führte auf der anderen Seite langfristig zum Verfall der Verteidigungsanlagen: Wo die Holzkonstruktion verrottete, fiel die Mauer in sich zusammen und löste sich in einen Steinwall aus den verfüllten Steinen und Schutt auf. Damit waren alle Wehranlagen der Kelten, die auf dieser Technik beruhten, dem Verfall preisgegeben, weshalb heute kein intakter Murus Gallicus mehr erhalten ist.
Bekannte Beispiele von Wehranlagen der Kelten, die auf diese Weise erbaut wurden, sind der Nordwall des Oppidums Fossé des Pandours, der Ringwall von Otzenhausen, die Wehranlage auf dem Titelberg in Luxemburg, die Keltenanlage von Manching und die Umwallung der Höhensiedlung Sopron-Várhely. 
Der Materialaufwand für die Ringmauer von Manching wird folgendermaßen geschätzt: 
11.800 Festmeter Holz für das innere Rahmenwerk, zwei Tonnen Eisennägel zu dessen Vernagelung, 6.900 m³ Kalksteine für die Mauerfrontverkleidung sowie 90.000 m³ Erde und Schüttmaterial zur Füllung der Mauer.

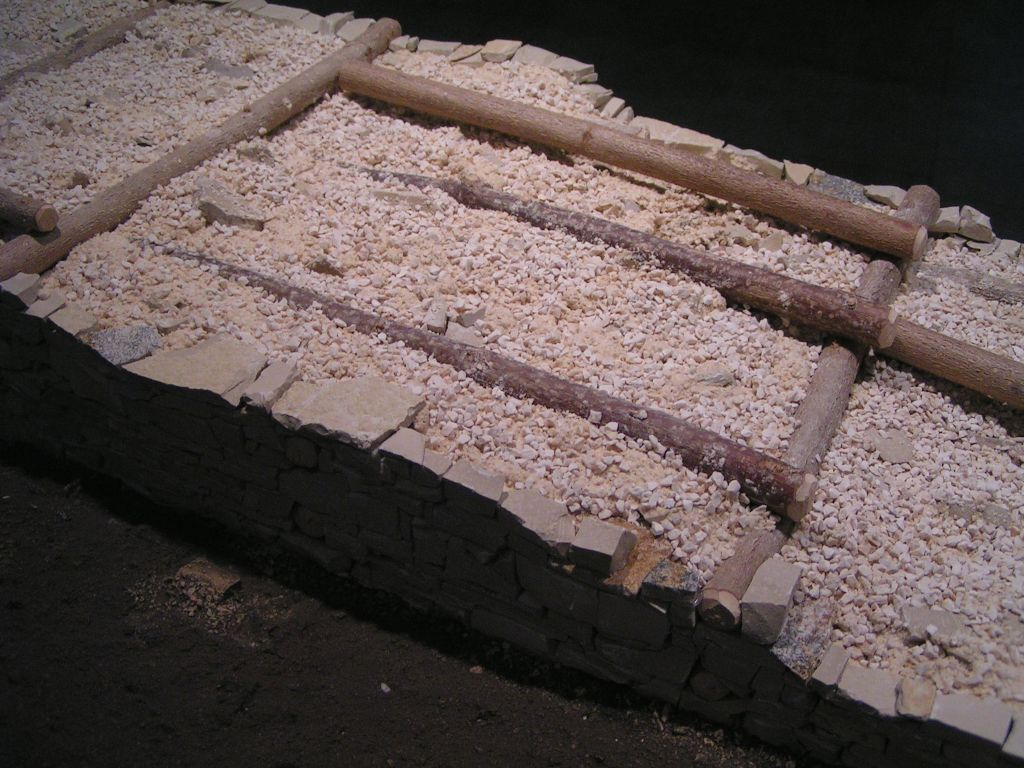
Modell eines Murus Gallicus (Bauprinzip wie bei der Burgmauer in Kempfeld)
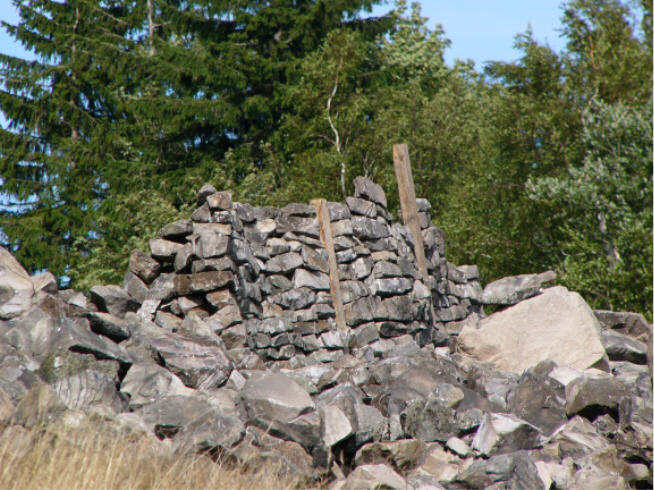
Rekonstruiertes Teilstück einer keltischen Befestigungsanlage an der Milseburg
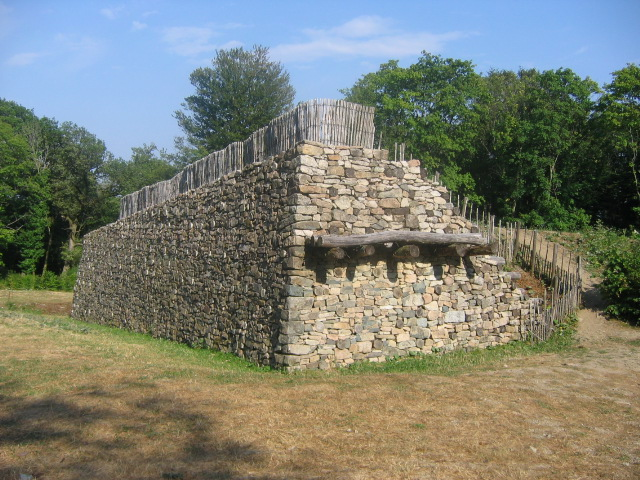
Bibracte, Porte du Rebout, Wiederherstellung eines Murus Gallicus
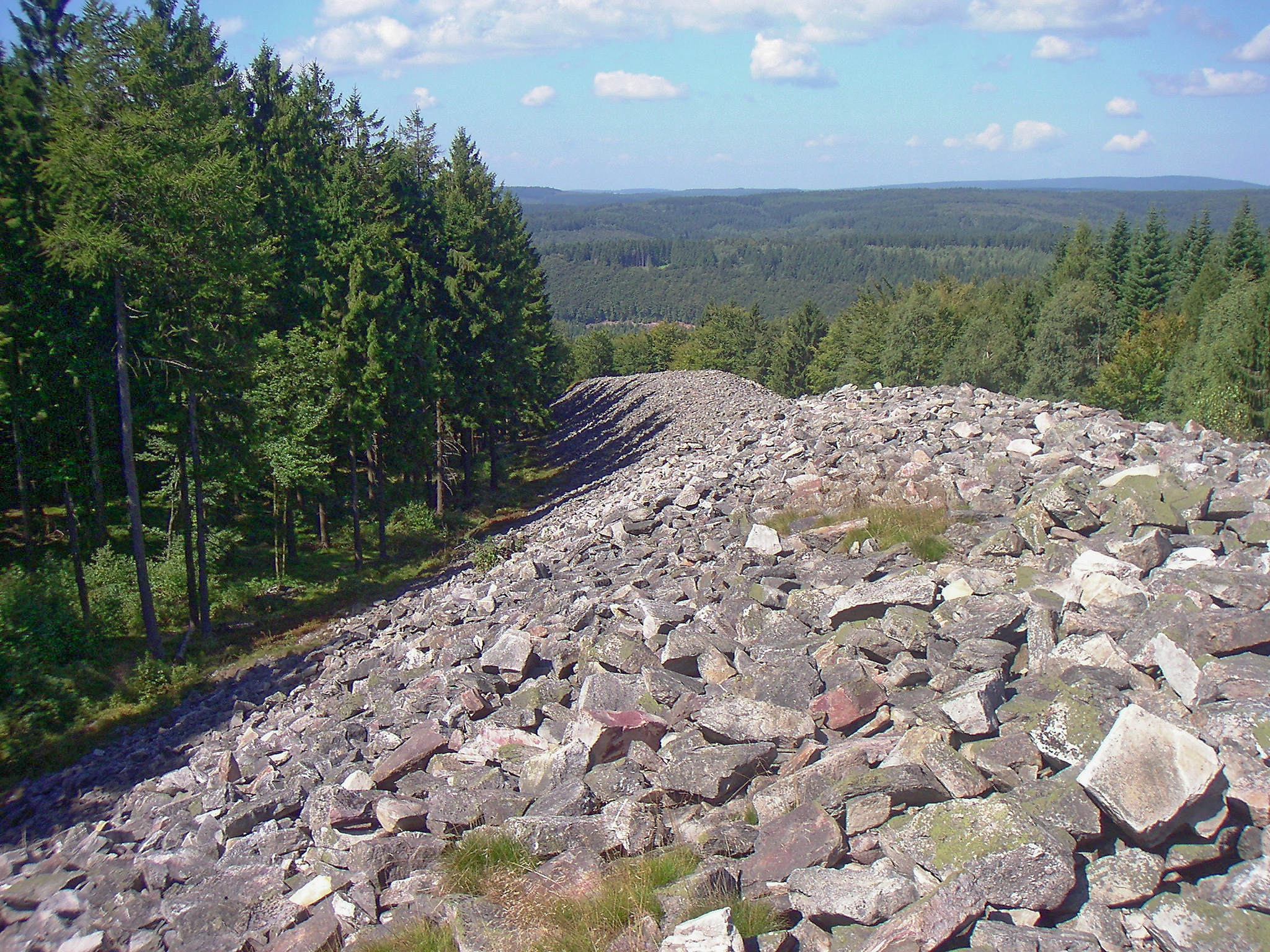
Die Überreste der Murus Gallicus der Anlage von Otzenhausen, ehemals ca. 25 m hoch und breit

## Vitrified forts

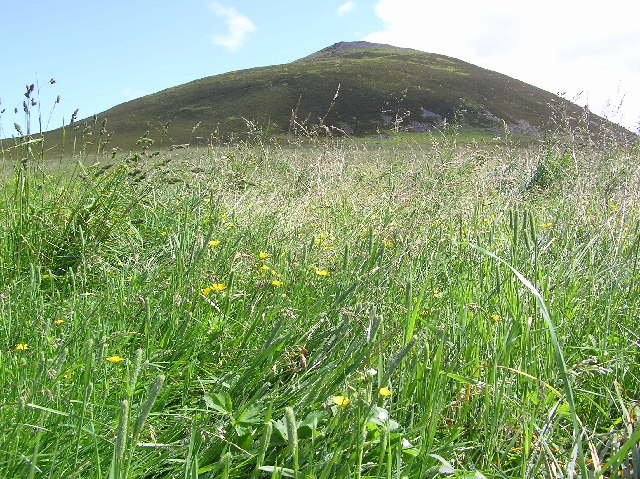
Vitrified fort auf dem Tap o’ Noth

Wurde diese Mauerkonstruktion in Brand gesteckt, war durch das Verbrennen des Holzfachwerks bei passendem Wind und entsprechender Austrocknung der Balken eine derartige Hitzeentwicklung möglich, dass die Steine der Frontverkleidung teilweise „verglasten“. Von Archäologen wird als unwahrscheinlich bezeichnet, dass dies immer durch Feindeinwirkung geschah; es wird eher eine dadurch erreichbare gezielte Verfestigung des Mauerwerks angenommen. Als Beispiele für diese sogenannten vitrified forts (verglaste Festungen), die hauptsächlich in Britannien vorzufinden sind, werden Castlelaw bei Abernethy (Perth and Kinross) (10 km südöstlich von Perth), Tap o’ Noth in West Lothian und Finavon in Angus genannt.
Die Computersimulation eines Nachtbilds des nachglühenden Steinwalls auf dem Gipfel des Tap o' Noth ist im Bildband „Kelten. Bilder ihrer Kultur“ zu sehen.